# Kenenisa Bekele
Kenenisa Bekele (amhariska: ቀነኒሳ በቀለ), född 13 juni 1982, är en etiopisk friidrottare (långdistanslöpare). Han är Unicef-ambassadör och äldre bror till Tariku Bekele.
Bekele har sedan 2003 etablerat sig som världens bäste långdistanslöpare. Han innehar världsrekorden på 10000 meter (även inomhus på 5 000 meter) som han övertog från landsmannen Haile Gebrselassie. Han har även tillhört världseliten på 3000 meter och varit en mycket framgångsrik terränglöpare. Sedan 2014 är han främst landsvägslöpare och har gjort det näst snabbaste maratonloppet genom alla tider när han vann Berlin Marathon 2019 på tiden 2:01:41, endast två sekunder ifrån världsrekordet.

## Karriär

### Översikt
Bekele har vunnit VM-guld 4 gånger i rad på 10 000 meter i VM 2003, 2005, 2007 och 2009 samt guld i OS 2004 och 2008. Han har guldmedalj på 5 000 meter från OS 2008 i Peking, en silvermedalj på 5 000 meter från OS 2004 i Aten och en bronsmedalj från VM 2003 i Paris. På seniornivå var han obesegrad på favoritdistansen 10 000 meter fram till 2011. I VM i terränglöpning vann han båda distanserna ( 4 resp. 12 km) fem år i rad 2002-2006 (totalt 11 VM-guld) och han vann 27 terränglopp i rad 2001-2007. Bekele blev av tidningen Track and field news utsedd till världens bäste friidrottare 2004 och 2005.

### 2007
Bekele räknas av många experter som en av de bästa långdistanslöparna genom tiderna. Han är dessutom känd för sin spurtförmåga. I VM-finalen 2007 på 10 000 meter var han storfavorit till att ta tredje raka VM-guldet på distansen. Förväntningarna infriades men han fick mycket tufft motstånd från sin landsman Sileshi Sihine. Med ett varv kvar tycktes Bekele nästan vara avhängd men med en mäktig avslutning de sista 200 meterna avgjorde han ändå loppet.

### 2008
Vid OS i Peking 2008 var Bekele favorit att försvara OS-guldet på 10 000 meter. Han vann före Sileshi Sihine. Bekele upprepade därmed Gebreselassies bedrift med att vinna OS-guld på mildistansen två OS i rad. Han hade därmed fem raka guld på 10 000 meter i VM och OS. Segern på 5 000 meter innebar att Bekele blev den första på herrsidan sedan 1980 att i samma OS vinna guld på både 5 000 och 10 000 meter.

### 2009
17 augusti 2009 tog Bekele sitt sjätte raka guld i VM och OS på 10 000 meter och tangerade även Gebreselassies notering på 4 raka VM-guld på distansen. Eritreas Zersenay Tadese drog upp ett högt tempo och lyckades skaka av sig alla utom Bekele som sedan i vanlig ordning avslutade loppet oerhört snabbt. Segertiden blev 26:46.31 vilket är nytt VM-rekord. Noterbart är att Bekele avverkade loppets andra halva på fantastiska 13 min och 6 sek . Han valde att tävla även på 5 000 meter där han vann sitt första VM-guld på distansen. Det var även den första gången som samma löpare vann VM-guld på både 5 000 och 10 000 meter i samma mästerskap.

### Senare år
Efter VM-gulden 2009 har Bekele haft stora skadebekymmer och har de senaste åren inte nått samma tider som tidigare. I finalen på 10 000 meter under Friidrotts-VM 2011 i Daegu bröts hans segersvit och vid OS 2012 i London blev det ingen medalj. Bekele blev senare inte uttagen till Friidrotts-VM 2013, utan hamnade bara som reserv för Etiopien på sträckan 10 000 meter . Bekele har sedan 2014 främst sprungit landsvägslopp och marathon och segrat i Paris och Berlin. Men han har även stigit av ett flertal lopp och har aldrig slagit Eliud Kipchoge på marathon.

## Personliga rekord

### Utomhus
- 1 500 meter – 3:32,35 (från 28 september 2007) [5]
- 3 000 meter – 7:25,79 (från 7 augusti 2007) [5]
- 2 Miles – 8:13,51 (från 26 maj 2007) [5]
- 5 000 meter – 12:37,35 (från 31 maj 2004) [5]
- 10 000 meter – 26:17,53 (från 26 augusti 2005) [5]
- 10 kilometer – 27:47 (från 15 april 2012) [5]
- 15 kilometer – 42:42 (från 9 december 2001) [5]
- Marathon – 2:01:41 (från 29 september 2019) [5]

### Inomhus
- 1 Mile – 4:01.57 (från 3 februari 2006) [5]
- 2 000 meter – 4:49.99 (från 17 februari 2007) [5]
- 3 000 meter – 7:30.51 (från 20 februari 2007) [5]
- 2 Miles – 8:04.35 (från 16 februari 2008) [5]
- 5 000 meter – 12:49.60 (från 20 februari 2004) [5]